# Holger Osieck
Holger Osieck (Homberg, 31 augustus 1948) is een Duits voormalig voetballer, voetbaltrainer en functionaris bij de FIFA.

## Spelerscarrière
Voordat hij als trainer de voetbalwereld betrad, was hij actief als speler bij Schalke 04, Eintracht Gelsenkirchen, SSV Hagen, 1. FC Mülheim en 1. FC Bocholt in zijn eigen land. Hij speelde echter nooit een duel in de Bundesliga. Aan het einde van zijn spelerscarrière speelde hij in Canada nog een jaartje voor de Vancouver Whitecaps.

## Trainerscarrière
Nadat hij was gestopt als speler, ging Osieck als assistent-trainer onder leiding van Franz Beckenbauer in 1990 met West-Duitsland naar het Wereldkampioenschap voetbal 1990. Duitsland werd dat jaar voor de derde maal wereldkampioen. Vervolgens tekende hij als trainer bij VfL Bochum. In 1993 vertrok Osieck naar het Turkse Fenerbahçe SK. Bij de club uit Istanboel won de Duitser twee prijzen: de Kanseliersbeker van 1993 en de TSYD Beker (Beker van Turkse Sportjournalisten) in 1994.
In 1999 ging Osieck aan de slag bij het Canadese nationale voetbalelftal, nadat hij werkzaam was geweest in dienst van Urawa Red Diamonds (Japan) en Kocaelispor (Turkije). Met het Canadese nationale elftal won hij in 2000 de CONCACAF Gold Cup. Canada versloeg Colombia met 2-0 in de finale, en won daarmee voor de eerste keer in de historie de CONCACAF Gold Cup. Het team kreeg de bijnaam Holger's Heroes, refererend aan het (in de Verenigde Staten) bekende televisieprogramma Hogan's Heroes. Osieck had Canada in totaal 41 duels onder zijn hoede: 16 overwinningen, 10 gelijke spelen en 15 nederlagen.
In de zomer van 2007 keerde Osieck terug als hoofdtrainer bij Urawa Red Diamonds, waar hij in het seizoen 1995/96 eerder dus al actief was geweest. Met de Japanse club was hij erg succesvol in zijn eerste seizoen na de terugkeer en hij wist de AFC Champions League binnen te slepen. Het seizoen erna begon de club echter erg slecht aan de competitie, wat Osieck kwalijk werd genomen. Op 16 maart 2008 werd hij door de Japanners op straat gezet.

### Bondscoach Australië
Op 11 augustus 2010 werd Osieck aangesteld als bondscoach van Australië, waar hij Pim Verbeek verving, die na het WK 2010 opstapte. Zijn eerste wedstrijd was tegen Zwitserland, tegen wie een 0-0 gelijkspel werd behaald. Zijn eerste overwinning volgde al snel, toen er met 2-1 werd gewonnen van Polen. Vervolgens werd er met 1-0 gewonnen van Paraguay en met 3-0 verloren van Egypte.
In januari 2011 leidde Osieck zijn spelers tot de finale van de Asian Cup, waar in de verlenging met 1-0 werd verloren van Japan. In het gehele toernooi kreeg Australië maar twee tegendoelpunten en Osieck werd geprezen om de zeer goede prestaties. Onder meer regerend kampioen Irak werd in de kwartfinale uitgeschakeld door de Australiërs, die in de halve finale met 6-0 wonnen van Oezbekistan. Na het toernooi verlengde Osieck zijn contract tot na het WK 2014.
Op 30 maart 2011 won Osieck met zijn spelers zeer verrassend met 2-1 van zijn eigen land, Duitsland in een oefenduel in Mönchengladbach. Australië moest het stellen zonder topscorer Tim Cahill, maar alsnog wisten ze te winnen van een weliswaar zwakker Duits elftal, door goals van David Carney en Luke Wilkshire. Dit duel was het enige duel dat Duitsland verloor in 2011. Van de zeventien gespeelde wedstrijden in dit jaar, won Australië er twaalf, speelde er drie gelijk en er werd tevens tweemaal verloren.
Op 18 juni 2013 haalde Osieck zich veel kritiek op de hals door de populaire Tim Cahill te wisselen in de 78ste minuut van de kwalificatiewedstrijd voor het WK 2014 tegen Irak. Hij kon zijn beslissing echter goedpraten, omdat invaller Joshua Kennedy uiteindelijk de winnende treffer binnenschoot, waarmee Australië zich voor de derde maal op rij plaatste voor het WK, dit keer in 2014 in Brazilië. Op 12 oktober 2013 werd Osieck ontslagen na een 6-0 nederlaag in een vriendschappelijk duel tegen Frankrijk. Hij werd opgevolgd door interim-coach en oud-international Aurelio Vidmar, die op zijn beurt weer na één duel werd afgelost door Ange Postecoglou.
| Interlands Australië onder leiding van Holger Osieck | Interlands Australië onder leiding van Holger Osieck | Interlands Australië onder leiding van Holger Osieck | Interlands Australië onder leiding van Holger Osieck | Interlands Australië onder leiding van Holger Osieck | Interlands Australië onder leiding van Holger Osieck |
| №                                                    | Datum                                                | Wedstrijd                                            | Uitslag                                              | Competitie                                           |                                                      |
| ---------------------------------------------------- | ---------------------------------------------------- | ---------------------------------------------------- | ---------------------------------------------------- | ---------------------------------------------------- | ---------------------------------------------------- |
| 1                                                    | 3 september 2010                                     | Zwitserland – Australië                              | 0–0                                                  | Oefeninterland                                       |                                                      |
| 2                                                    | 7 september 2010                                     | Polen – Australië                                    | 1–2                                                  | Oefeninterland                                       |                                                      |
| 3                                                    | 9 oktober 2010                                       | Australië – Paraguay                                 | 1–0                                                  | Oefeninterland                                       |                                                      |
| 4                                                    | 17 november 2010                                     | Egypte – Australië                                   | 3–0                                                  | Oefeninterland                                       |                                                      |
| 5                                                    | 5 januari 2011                                       | V.A.E. – Australië                                   | 0–0                                                  | Oefeninterland                                       |                                                      |
| 6                                                    | 10 januari 2011                                      | India – Australië                                    | 0–4                                                  | Azië Cup                                             |                                                      |
| 7                                                    | 14 januari 2011                                      | Australië – Zuid-Korea                               | 1–1                                                  | Azië Cup                                             |                                                      |
| 8                                                    | 18 januari 2011                                      | Australië – Bahrein                                  | 1–0                                                  | Azië Cup                                             |                                                      |
| 9                                                    | 22 januari 2011                                      | Australië – Irak                                     | 1–0                                                  | Azië Cup                                             |                                                      |
| 10                                                   | 25 januari 2011                                      | Oezbekistan – Australië                              | 0–6                                                  | Azië Cup                                             |                                                      |
| 11                                                   | 29 januari 2011                                      | Australië – Japan                                    | 0–1                                                  | Azië Cup                                             |                                                      |
| 12                                                   | 29 maart 2011                                        | Duitsland – Australië                                | 1–2                                                  | Oefeninterland                                       |                                                      |
| 13                                                   | 5 juni 2011                                          | Australië – Nieuw-Zeeland                            | 3–0                                                  | Oefeninterland                                       |                                                      |
| 14                                                   | 7 juni 2011                                          | Australië – Servië                                   | 0–0                                                  | Oefeninterland                                       |                                                      |
| 15                                                   | 10 augustus 2011                                     | Wales – Australië                                    | 1–2                                                  | Oefeninterland                                       |                                                      |
| 16                                                   | 2 september 2011                                     | Australië – Thailand                                 | 2–1                                                  | WK-kwalificatie                                      |                                                      |
| 17                                                   | 6 september 2011                                     | Saoedi-Arabië – Australië                            | 1–3                                                  | WK-kwalificatie                                      |                                                      |
| 18                                                   | 7 oktober 2011                                       | Australië – Maleisië                                 | 5–0                                                  | Oefeninterland                                       |                                                      |
| 19                                                   | 11 oktober 2011                                      | Australië – Oman                                     | 3–0                                                  | WK-kwalificatie                                      |                                                      |
| 20                                                   | 11 november 2011                                     | Oman – Australië                                     | 1–0                                                  | WK-kwalificatie                                      |                                                      |
| 21                                                   | 15 november 2011                                     | Thailand – Australië                                 | 0–1                                                  | WK-kwalificatie                                      |                                                      |
| 22                                                   | 29 februari 2012                                     | Australië – Saoedi-Arabië                            | 4–2                                                  | WK-kwalificatie                                      |                                                      |
| 23                                                   | 2 juni 2012                                          | Denemarken – Australië                               | 2–0                                                  | Oefeninterland                                       |                                                      |
| 24                                                   | 8 juni 2012                                          | Oman – Australië                                     | 0–0                                                  | WK-kwalificatie                                      |                                                      |
| 25                                                   | 12 juni 2012                                         | Australië – Japan                                    | 1–1                                                  | WK-kwalificatie                                      |                                                      |
| 26                                                   | 15 augustus 2012                                     | Schotland – Australië                                | 3–1                                                  | Oefeninterland                                       |                                                      |
| 27                                                   | 6 september 2012                                     | Libanon – Australië                                  | 0–3                                                  | Oefeninterland                                       |                                                      |
| 28                                                   | 11 september 2012                                    | Jordanië – Australië                                 | 2–1                                                  | WK-kwalificatie                                      |                                                      |
| 29                                                   | 16 oktober 2012                                      | Irak – Australië                                     | 1–2                                                  | WK-kwalificatie                                      |                                                      |
| 30                                                   | 14 november 2012                                     | Zuid-Korea – Australië                               | 1–2                                                  | Oefeninterland                                       |                                                      |
| 31                                                   | 3 december 2012                                      | Hongkong – Australië                                 | 0–1                                                  | Oost-Azië Cup kwalificatie                           |                                                      |
| 32                                                   | 5 december 2012                                      | Noord-Korea – Australië                              | 1–1                                                  | Oost-Azië Cup kwalificatie                           |                                                      |
| 33                                                   | 7 december 2012                                      | Guam – Australië                                     | 0–9                                                  | Oost-Azië Cup kwalificatie                           |                                                      |
| 34                                                   | 9 december 2012                                      | Australië – Chinees Taipei                           | 8–0                                                  | Oost-Azië Cup kwalificatie                           |                                                      |
| 35                                                   | 6 februari 2013                                      | Australië – Roemenië                                 | 3–2                                                  | Oefeninterland                                       |                                                      |
| 36                                                   | 26 maart 2013                                        | Australië – Oman                                     | 2–2                                                  | WK-kwalificatie                                      |                                                      |
| 37                                                   | 4 juni 2013                                          | Japan – Australië                                    | 1–1                                                  | WK-kwalificatie                                      |                                                      |
| 38                                                   | 11 juni 2013                                         | Australië – Jordanië                                 | 4–0                                                  | WK-kwalificatie                                      |                                                      |
| 39                                                   | 18 juni 2013                                         | Australië – Irak                                     | 1–0                                                  | WK-kwalificatie                                      |                                                      |
| 40                                                   | 20 juli 2013                                         | Zuid-Korea – Australië                               | 0–0                                                  | Oost-Azië Cup                                        |                                                      |
| 41                                                   | 25 juli 2013                                         | Japan – Australië                                    | 3–2                                                  | Oost-Azië Cup                                        |                                                      |
| 42                                                   | 28 juli 2013                                         | Australië – China                                    | 3–4                                                  | Oost-Azië Cup                                        |                                                      |
| 43                                                   | 7 september 2013                                     | Brazilië – Australië                                 | 6–0                                                  | Oefeninterland                                       |                                                      |
| 44                                                   | 11 oktober 2013                                      | Frankrijk – Australië                                | 6–0                                                  | Oefeninterland                                       |                                                      |

## Erelijst
Als trainer
 Kocaelispor
- Türkiye Kupası: 1996/97

 Urawa Red Diamonds
- AFC Champions League: 2007

 Canada
- CONCACAF Gold Cup: 2000